# Валунгу (территория)
Территория Валунгу (фр. Walungu) — территория, расположенная в провинции Южное Киву на востоке Демократической Республики Конго. Расположенная примерно в 40 км от Букаву, административного центра Южного Киву, она граничит с территорией Кабаре на севере, территорией Мвенга на юге, территорией Увира и рекой Рузизи, а также с республиками Руанда и Бурунди на востоке и территорией Шабунда.
Согласно национальной переписи 2018 года, население территории составляет 716 671 человек, из которых 672 436 проживают в вождестве Нгвеше и 44 235 — в вождестве Казиба. Территория Валунгу занимает площадь 1800 км², плотность населения составляет 398 человек на км².
25 мая 2005 года воздушное судно Maniema Union Antonov An-28, принадлежащее авиакомпании Victoria Air, выполнявшее рейс, потерпело крушение в районе Валунгу. В результате катастрофы погибли все 27 человек, находившихся на борту: 22 пассажира и 5 членов экипажа.
В районе, где произошло крушение, также действуют миротворческие силы ООН, которые противодействуют иностранным вооружённым группам и местным ополченцам.

## География

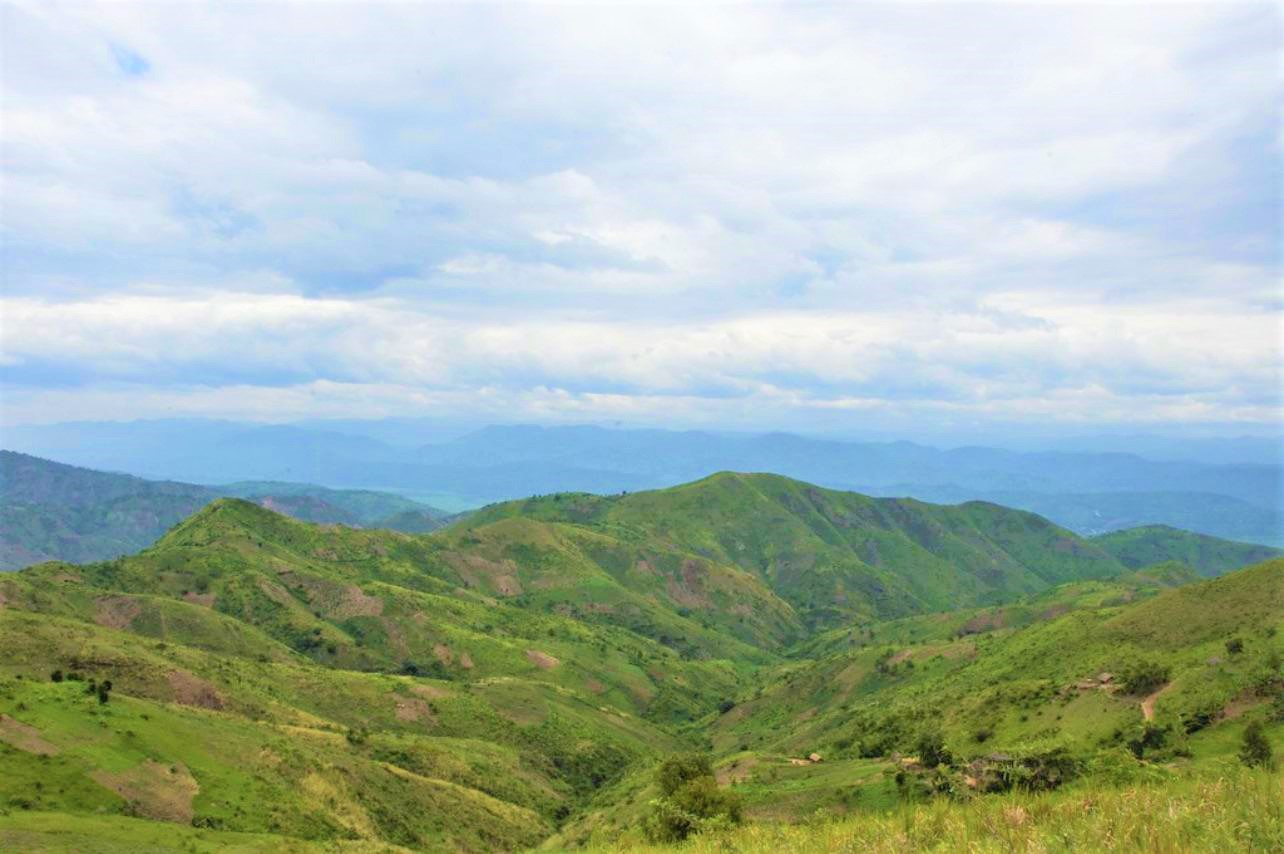
Высокогорное плато Каманьола, расположенное на равнине Рузизи.

Территория Валунгу находится на высоте 2500 метров над уровнем моря. Занимая площадь поверхности 1800 км² это большой регион, который охватывает разнообразный спектр природных особенностей, таких как горы, озера, реки, леса и плодородные равнины.
Примерно половина территории расположена в пределах равнины Рузизи, обширной низменной области, известной своими плодородными почвами и благоприятными сельскохозяйственными условиями.
Благодаря плоскому рельефу и благоприятному климату территория идеально подходит для различных видов сельскохозяйственной деятельности, поддерживая выращивание широкого спектра культур, включая кукурузу, бобы, маниоку, рис, картофель, батат, сою, кофе, бананы, помидоры, лук и другие культуры. Известные горные хребты на территории включают гору Кахузи и горы Митумба, которые обеспечивают среду обитания для различной флоры и фауны, включая находящихся под угрозой исчезновения восточных равнинных горилл.
Территорию также пересекают обширные леса и пышная растительность, образуя часть более крупного тропического леса бассейна реки Конго — самого большого тропического леса в Африке. Эти леса содержат огромное количество видов растений и животных, включая редкие и эндемичные виды.

### Гидрология

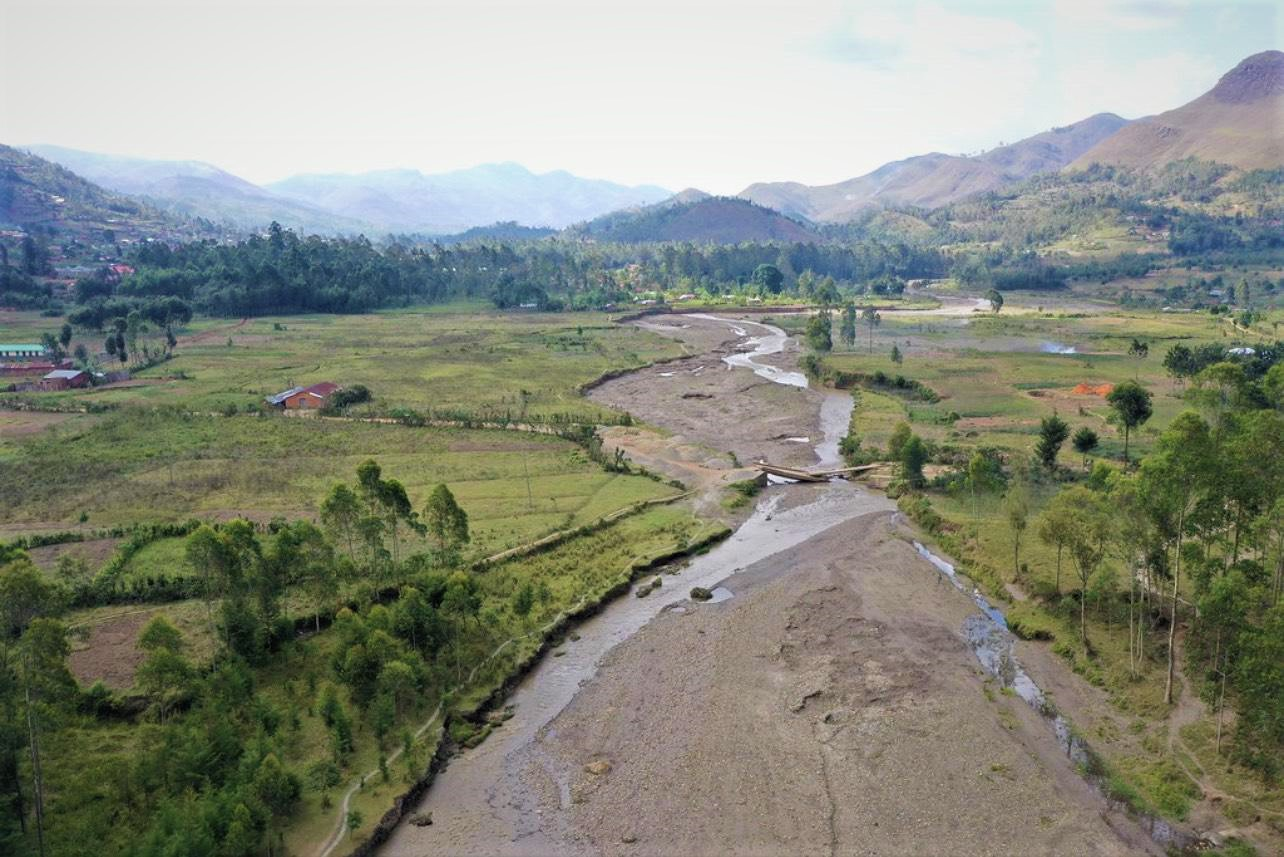
Река Лузинзи.

Регион может похвастаться богатой гидрологической сетью с многочисленными крупными реками, протекающими через ландшафт. Реки: Рузизи, Лувинви, Улинди и Лудубо — являются важными водными путями на территории, которые поддерживают водную фауну, обеспечивают водные ресурсы для местных жителей и вносят вклад в общий водный баланс региона. Река Рузизи служит естественной границей между Демократической Республикой Конго, Руандой и Бурунди. Она берет начало в озере Киву и течет на север, проходя через равнину Рузизи на территории. Кроме того, на территории протекает несколько более мелких рек, таких как Ншеша, Мугаба, Лунзинзи и Майи-Минги.

### Растительность

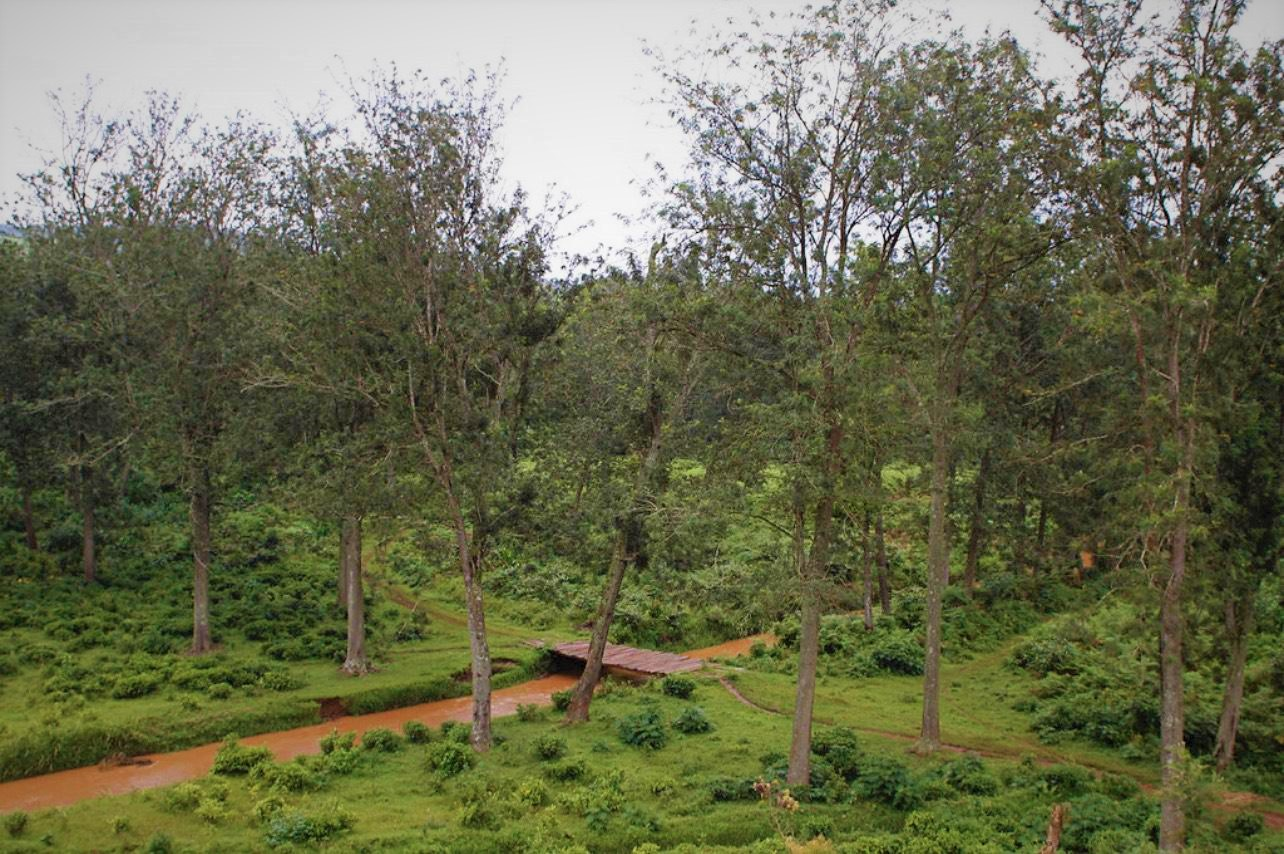
Лесной массив территории Валунгу.

Территория Валунгу характеризуется разнообразным ландшафтом, включающим в себя травянистые саванны, лесные массивы и заповедники. Саванны служат домом для множества диких животных, таких как антилопы, зебры, гну, львы и гепарды. Эти травянистые равнины играют важную роль в природных процессах, таких как круговорот питательных веществ, формирование почвы и инфильтрация воды.
Государственные лесные массивы и заповедники имеют ключевое значение для сохранения и устойчивого управления лесными ресурсами. Они обеспечивают местных жителей древесиной, дровами и недревесными лесными продуктами, а также служат убежищем для различных видов флоры и фауны.
Однако лесные заповедники и массивы сталкиваются с серьёзными проблемами, связанными с человеческой деятельностью. Население, проживающее в этих районах, в значительной степени зависит от природных ресурсов, что приводит к частой вырубке лесов и их деградации. В результате активного поиска дров и строительных материалов происходит уничтожение лесных массивов.

### Геология
Регион характеризуется глинисто-песчаной почвой, которая подверглась значительному выветриванию с течением времени.
Латеритная почва, характеризующаяся наличием гидратов окиси железа и алюминия, обладает ограниченным плодородием, что затрудняет выращивание сельскохозяйственных культур.
Однако в низменных болотистых районах наблюдается более плодородная почва, образовавшаяся в результате отложения осадков, обогащённых речными водами и подвергнутых водной эрозии в сезон дождей. Склоны территории подвержены эрозии, что приводит к снижению плодородия почв и, как следствие, к снижению производительности сельского хозяйства.
Предгорья и горные районы характеризуются накоплением минеральных месторождений, содержащих ценные ресурсы, такие как золото, железо, тантал, вольфрам и олово, которые представляют значительный экономический потенциал.
Латеритные почвы являются результатом длительных процессов выветривания и выщелачивания, в результате которых происходит изменение первоначального состава материнских пород. В результате истощения почвы необходимыми питательными веществами снижается её способность поддерживать стабильный рост растений. Это приводит к тому, что фермеры в регионе сталкиваются с трудностями при попытке увеличить урожайность из-за снижения плодородия почвы.

### Климат

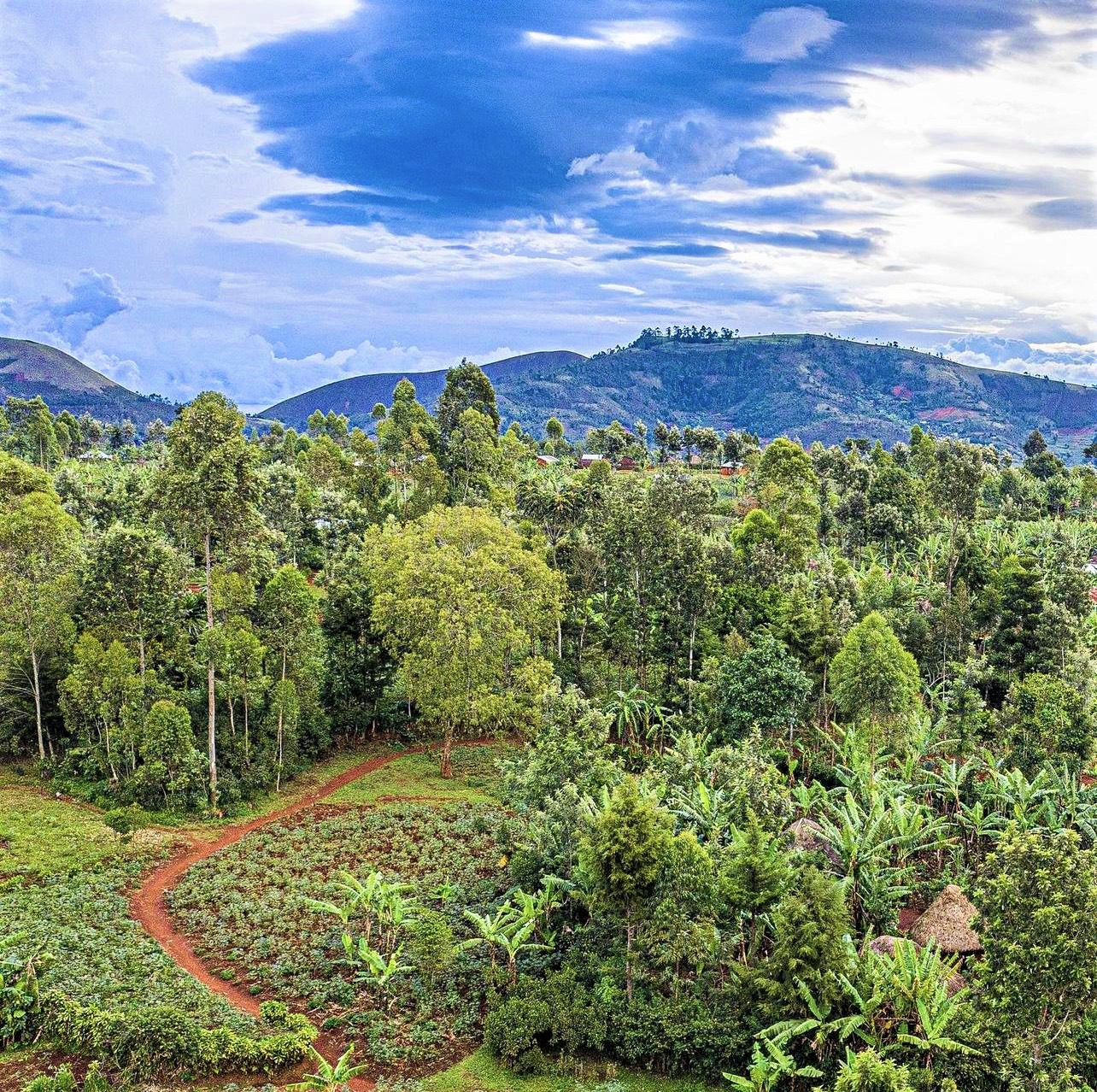
Вождество Нгвеше

На территории Валунгу преобладает влажный субтропический климат. Здесь наблюдается продолжительный сезон дождей, который обычно длится с 15 сентября по 15 мая.
Климат характеризуется относительно мягкими температурами. В самый жаркий месяц средняя температура составляет около 25 °C. В самый холодный месяц средняя температура составляет около 18 °C. Это способствует комфортному климату в течение всего года.
Ежемесячные температуры на территории Валунгу колеблются в диапазоне от 15 °C до 25 °C, что указывает на умеренные колебания температуры. Этот умеренный климат подходит для различных видов деятельности на открытом воздухе и сельскохозяйственных практик.
Годовое количество осадков на территории Валунгу обычно колеблется от 900 до 1500 миллиметров. Это иллюстрирует значительный диапазон уровней осадков.

## История

### Восстание Квилу и Первая конголезская война

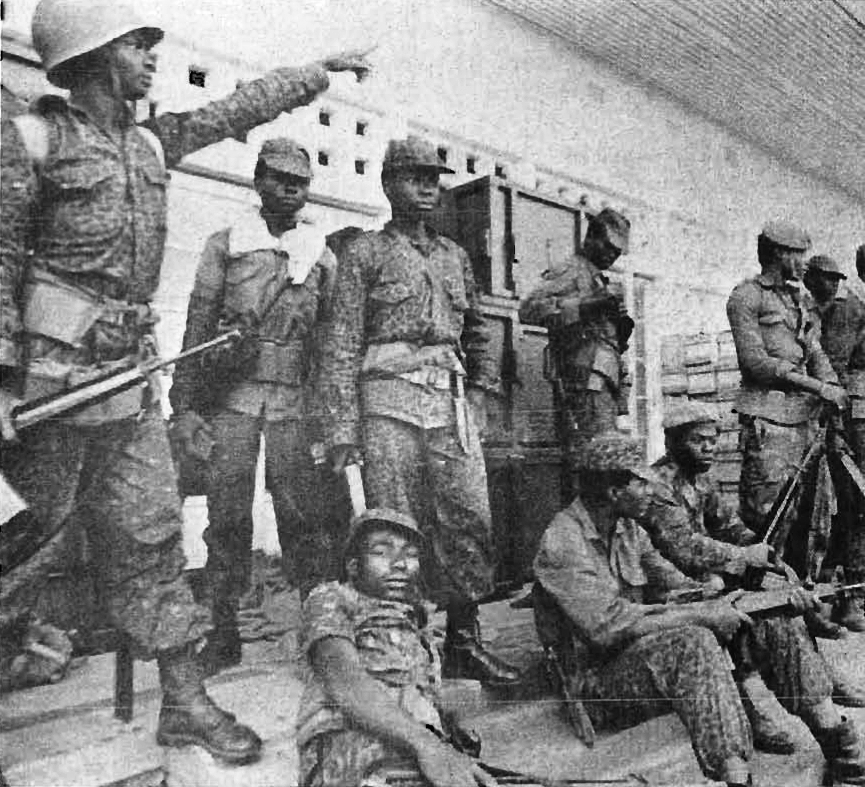
Дивизия Каманьола во время Мятежа в провинции Шаба

В конце 1960-х годов регион сыграл значительную роль во время восстания в Квилу, где Национальная армия Конго одержала победу над мятежниками. Во время Первой конголезской войны с 1996 по 1997 год регион стал полем битвы из-за своего стратегического расположения и доступа к ценным ресурсам. В конфликте участвовали несколько вооруженных группировок, включая Альянс демократических сил за освобождение Конго-Заира (AFDL), Руандийский патриотический фронт (РПФ) и Вооруженные силы Бурунди. AFDL, возглавляемая Лораном-Дезире Кабилой, возникла как повстанческое движение, нацеленное на свержение режима президента Мобуту Сесе Секо в Заире.
AFDL получил значительную поддержку от РПФ во главе с Полем Кагаме из-за опасений по поводу присутствия руандийских ополченцев хуту в восточном Заире. Однако сообщения, в том числе из Совета Безопасности ООН, также указывали на причастность AFDL и его союзников к резне и систематическому разграблению минеральных богатств Заира.
В 1996 году территория Валунгу стала местом пребывания для большого количества лагерей беженцев как части более широкой сети «лагерей Букаву», в которых размещалось около 307 499 беженцев по территориям Валунгу, Кабаре и Калехе. Лагеря в Валунгу стали убежищем для руандийских и бурундийских беженцев, спасавшихся от насилия. В октябре 1996 года, когда войска AFDL-RPA продвигались к Букаву, они атаковали эти лагеря.
20 октября 1996 года подразделения AFDL-RPA совершили нападение на лагерь беженцев Каманьола в Валунгу, в результате чего было убито неизвестное количество беженцев и мирных жителей Заира.
21 октября подразделения AFDL-RPA казнили беженцев в Ньярубале в горах Калунга, когда они пытались бежать в Букаву. Те, кто не знали суахили или говорил с руандийским или бурундийским акцентом, подвергались систематическим казням.
26 октября беженцы попали в засаду между Ньянтенде и Валунгу-Сентр, в результате чего погибло от 200 до 600 человек.
28 октября 1996 года пять беженцев были казнены войсками AFDL-RPA в Лвакабири, к западу от Букаву. После захвата Букаву 29 октября силы AFDL-RPA продолжили наступление на лагеря беженцев, расположенные на севере страны, включая Кашушу и INERA. В результате крупномасштабного нападения на лагерь Кашушу/INERA 2 ноября погибли сотни беженцев.
Позже, 22 ноября, войска AFDL-RPA заманили беженцев в лагерь Чиманга, обещая им еду и репатриацию, после чего казнили от 500 до 800 человек. В начале 1997 года AFDL-RPA продолжила свою деятельность: поступали сообщения о пытках и казнях вдоль дороги Букаву-Валунгу. Беженцев часто арестовывали, пытали и убивали.

### Вторая конголезская война
Начало Второй конголезской войны ввергло территорию Валунгу в ещё большие потрясения. Конфликт начался, когда Лоран-Дезире Кабила, захвативший власть, столкнулся со своими бывшими союзниками из Руанды и Уганды. Напряженность возросла, когда Кабилу обвинили в маргинализации фракций тутси в своем правительстве и в то же время в пользу его союзников из Катанги. Также появились обвинения в том, что Соединённые Штаты Америки оказывали военную помощь Руанде до конфликта для обеспечения доступа к богатым природным ресурсам ДРК. Межведомственная группа по оценке армии США в Руанде была развернута в июле 1998 года для обучения руандийских военных подразделений.
Сообщения военного корреспондента Кейта Хармона Сноу указывали на причастность таких американских деятелей, как Роджер Уинтер из Комитета США по делам беженцев и иммигрантов, к поддержке мятежей. В июле 1998 года Кабила, опасаясь государственного переворота, уволил руандийского генерала Джеймса Кабаре с поста начальника штаба конголезской армии и приказал всем солдатам РПА уйти с конголезской территории. Это решение вызвало негодование Руанды и Уганды, побудив их поддержать новую повстанческую фракцию, Конголезское объединение за демократию (РКД). 2 августа 1998 года мятежные конголезские войска, союзные Руанде и Уганде, объявили о своем восстании через Radio-Télévision Nationale Congolaise в Гоме. РКД, активно поддерживаемое Руандой, быстро захватило Гому без сопротивления. Город оставался под контролем РКД и РПА в течение почти трех лет, с августа 1998 года по январь 2001 года.
Война характеризовалась крайней жестокостью в отношении мирных жителей. 3 августа 1998 года в аэропорту Кавуму недалеко от Букаву солдаты-повстанцы баньямуленге и подразделения РПА казнили 38 конголезских офицеров и 100 безоружных солдат, заставив их лечь на взлетно-посадочную полосу аэропорта перед казнью. В том же месяце силы РКД и РПА начали рейды в Букаву, убивая и терроризируя мирных жителей.
Несмотря на стремительное расширение территорий, РКД столкнулось с трудностями в установлении контроля над сельскими районами. Это было обусловлено доминированием тутси в руководстве организации, зависимостью от Руанды и жестокими репрессиями против мирного населения.
В период с 1998 по 2002 год в Букаву и Увире были зафиксированы аресты, пытки и исчезновения мирного населения. Многие задержанные были вывезены в Гому, Кисангани или Руанду.
24 августа 1998 года силы РКД и РПА атаковали деревни Килунгутве, Калама и Касика в районе Мвенга, расположенного в 108 километрах от города Букаву. В результате этой атаки погибли более 1000 мирных жителей.
Аналогичное событие произошли в Китуту 2 сентября 1998 года, Бушаку 21-22 октября 1998 года и Битале 19 февраля 1999 года. В период с декабря 1998 года по январь 1999 года в Валунгу происходили столкновения между силами РКД и РПА, а также между силами прокабиловских ополченцев, что привело к значительным жертвам среди гражданского населения. После гибели Лорана-Дезире Кабилы в январе 2001 года его преемник, Жозеф Кабила, предпринял ряд мирных инициатив, включая развёртывание миссии МООНДРК и переговоры о прекращении огня. Однако боевые действия продолжались во многих районах страны, особенно в её восточных провинциях.
Усилия по политическому урегулированию конфликта активизировались после подписания мирных соглашений между Демократической Республикой Конго и её основными внешними противниками — Руандой и Угандой — в 2002 году.
Преторийское соглашение, подписанное 30 июля 2002 года, предусматривало вывод руандийских войск в обмен на роспуск вооружённых группировок хуту, связанных с геноцидом в Руанде. Аналогичное соглашение с Угандой было подписано в Луанде 6 сентября, что привело к поэтапному выводу угандийских сил. Эти соглашения стали важным этапом, поскольку они подготовили почву для более широких переговоров с участием всех основных конголезских группировок.
Несмотря на вывод иностранных войск, внутренние конфликты продолжались, особенно в Северном и Южном Киву, где правительство Кабилы, поддерживаемое фракциями майи-майи, FDD и ALiR, вело бои с РДК и РПА. В конце 2002 года высокопоставленные деятели РДК попытались консолидировать свой контроль, проведя переговоры с политическим крылом движениями майи-майи.
Во главе с Одилоном Курхенгой Музиму и Мвендангой политическая фракция согласилась сотрудничать в нейтрализации военного крыла движения, которым командовал Альберт Кахаша Мурхула и которое имело укрепленные позиции в Бурхале. Однако, несмотря на то, что переговоры не привели к роспуску группы, в марте 2003 года РДК отстранил Мвендангу от должности губернатора Южного Киву. Это привело к военному наступлению на территории Валунгу, где силы АНК при поддержке руандийских войск начали атаку на опорные пункты.
В период с 5 по 13 апреля 2003 года силы АНК и руандийские войска использовали тяжёлое вооружение для нападения на деревни Мвегерера, Лукумбо, Кархунду и Изирангабо. В результате этих действий погибли десятки мирных жителей.
Война официально завершилась в 2003 году заключением Глобального соглашения, что привело к формированию переходного правительства. Тем не менее, восточная часть Демократической Республики Конго оставалась нестабильной, и многочисленные вооружённые группировки продолжали действовать вне государственного контроля.

### Продолжающийся конфликт

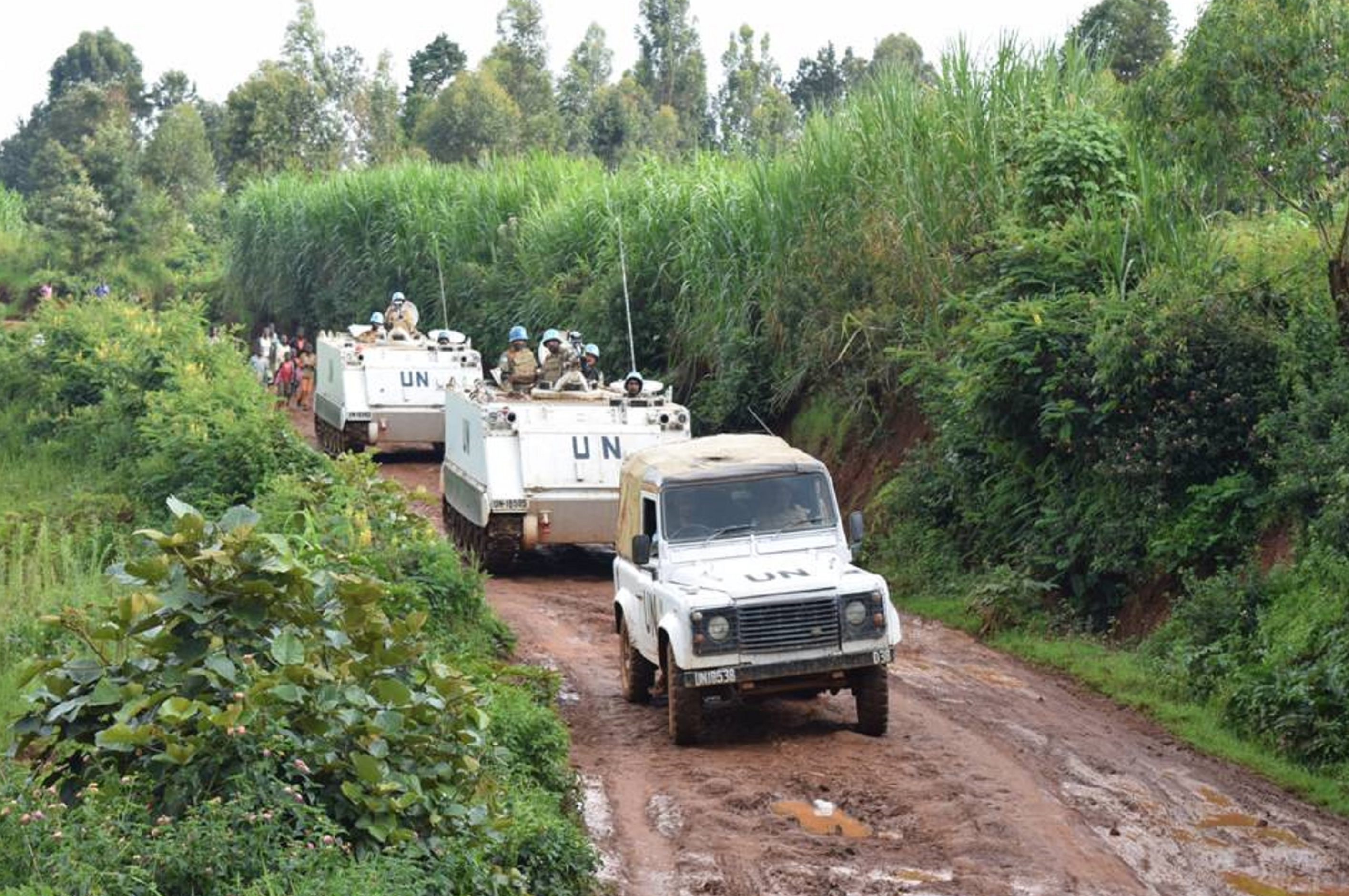
Войска МООНСДРК на территории Валунгу

С 2003 года регион страдает от постоянной нестабильности и конфликтов из-за вооруженных группировок, таких как FDLR и ополчения Раста, остатков Интерахамве. Ополчение Раста, жестокая вооруженная группа, состоящая примерно из пятнадцати конголезских диссидентов, появилось в регионе и было ответственно за несколько жестоких расправ, наиболее заметные из которых произошли в вождестве Нинджа и группировке Каниола в период с 2004 по 2007 года.
Другим источником продолжающегося конфликта является традиционная борьба за власть и наличие комитетов бдительности; вооруженных групп, сформированных для защиты местных общин. Тем не менее, их присутствие также породило внутреннюю напряженность и конфликты. Решение главы вождества Нгвеше на территории Валунгу сместить лидера группировки Каниола без предоставления обоснованной причины усилило напряженность.
Это смешение, в сочетании с существованием вооруженных комитетов бдительности, ещё больше обострило борьбу за власть. Мирные жители в Каниоле и других частях региона выразили недовольство в отношении вождя вождества, обвинив его в игнорировании требований местного населения. Вопрос доступа к земельным ресурсам стал серьёзной проблемой. Конкуренция между традиционными методами использования земли и формальным земельным законодательством привела к конфликтам, связанным с управлением земельными ресурсами и доступом к ним.
Традиционные права на землю, часто нестабильные и незащищённые, делают многих фермеров уязвимыми для лишения собственности и эксплуатации со стороны влиятельных частных лиц, которые превращают большие участки земли в частные плантации. Это усугубляет неравенство в землевладении, поскольку мелкие производители вынуждены арендовать землю у крупных землевладельцев на основе ненадёжных устных соглашений.

## Административное деление
Территория Валунгу административно разделена на два вождества, каждое из которых, в свою очередь, подразделяется на группы и деревни. Территория управляется территориальным администратором и двумя помощниками администратора.
В каждом вождестве вождь играет ключевую роль, отвечая за соблюдение традиций и обеспечение преемственности. Вожди действуют в тесном сотрудничестве с административной властью, сохраняя при этом определённую степень независимости.
Главу каждой группы, часто из королевской семьи, назначает и увольняет вождь после консультации с общиной. В свою очередь, деревенские вожди назначаются и увольняются верховным лидером после консультации с вождем.